# Cotes (Spagna)
Cotes è un comune spagnolo di 361 abitanti situato nella comunità autonoma Valenciana.